# Marlers
Marlers (picardisch: Marlé) ist eine nordfranzösische Gemeinde mit 148 Einwohnern (Stand 1. Januar 2022) im Département Somme in der Region Hauts-de-France. Die Gemeinde liegt im Arrondissement Amiens, ist Teil der Communauté de communes Somme Sud-Ouest und gehört zum Kanton Poix-de-Picardie.

## Geographie
Die Gemeinde liegt rund elf Kilometer westlich von Poix-de-Picardie und zwei Kilometer südwestlich von Lignières-Châtelain.

## Einwohnerentwicklung
| Jahr      | 1962 | 1968 | 1975 | 1982 | 1990 | 1999 | 2006 | 2011 |
| --------- | ---- | ---- | ---- | ---- | ---- | ---- | ---- | ---- |
| Einwohner | 154  | 155  | 159  | 152  | 120  | 147  | 165  | 145  |

## Sehenswürdigkeiten

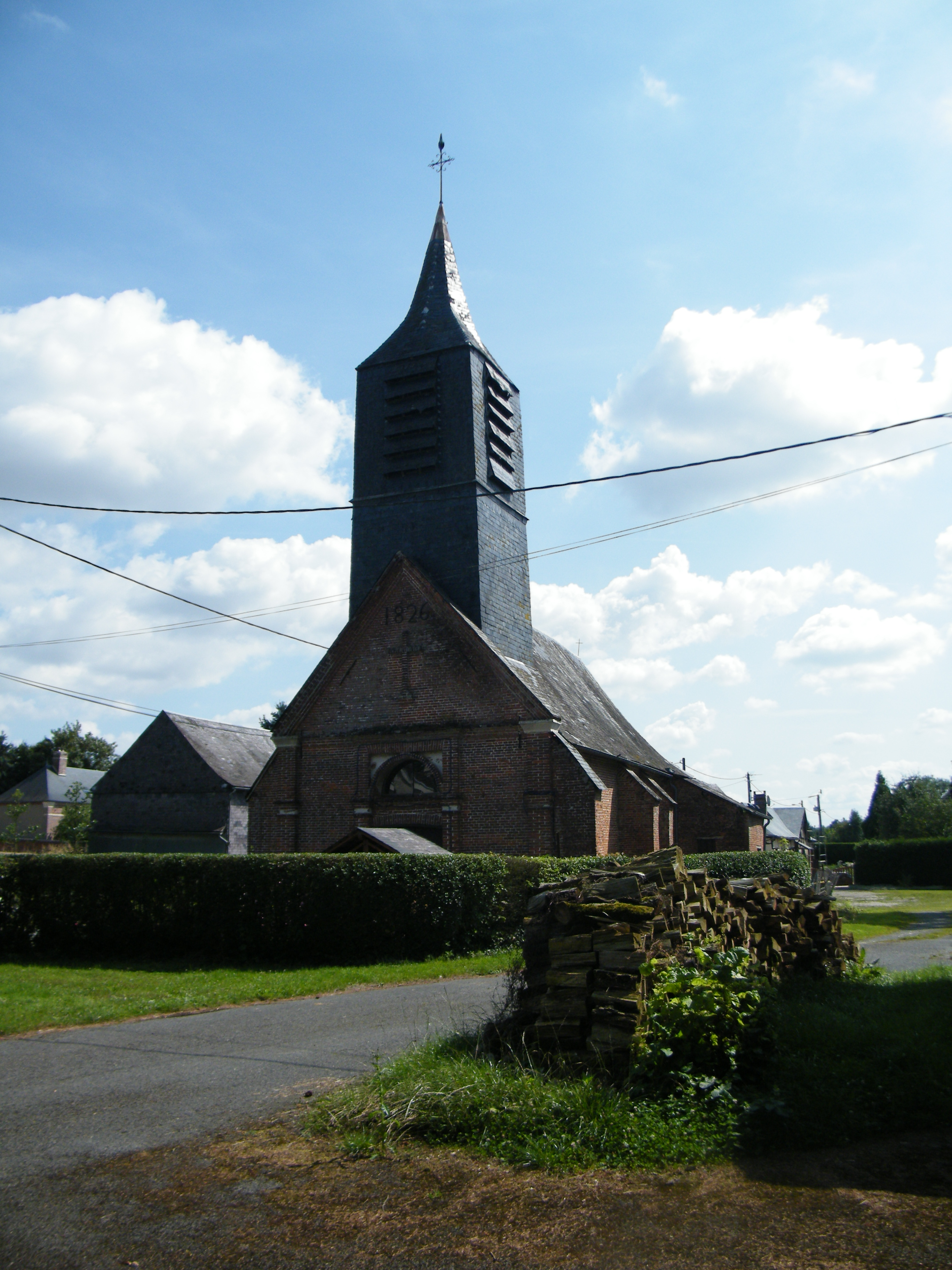
Kirche Saint-Clément
- Mairie-Écoles
- Kriegerdenkmal
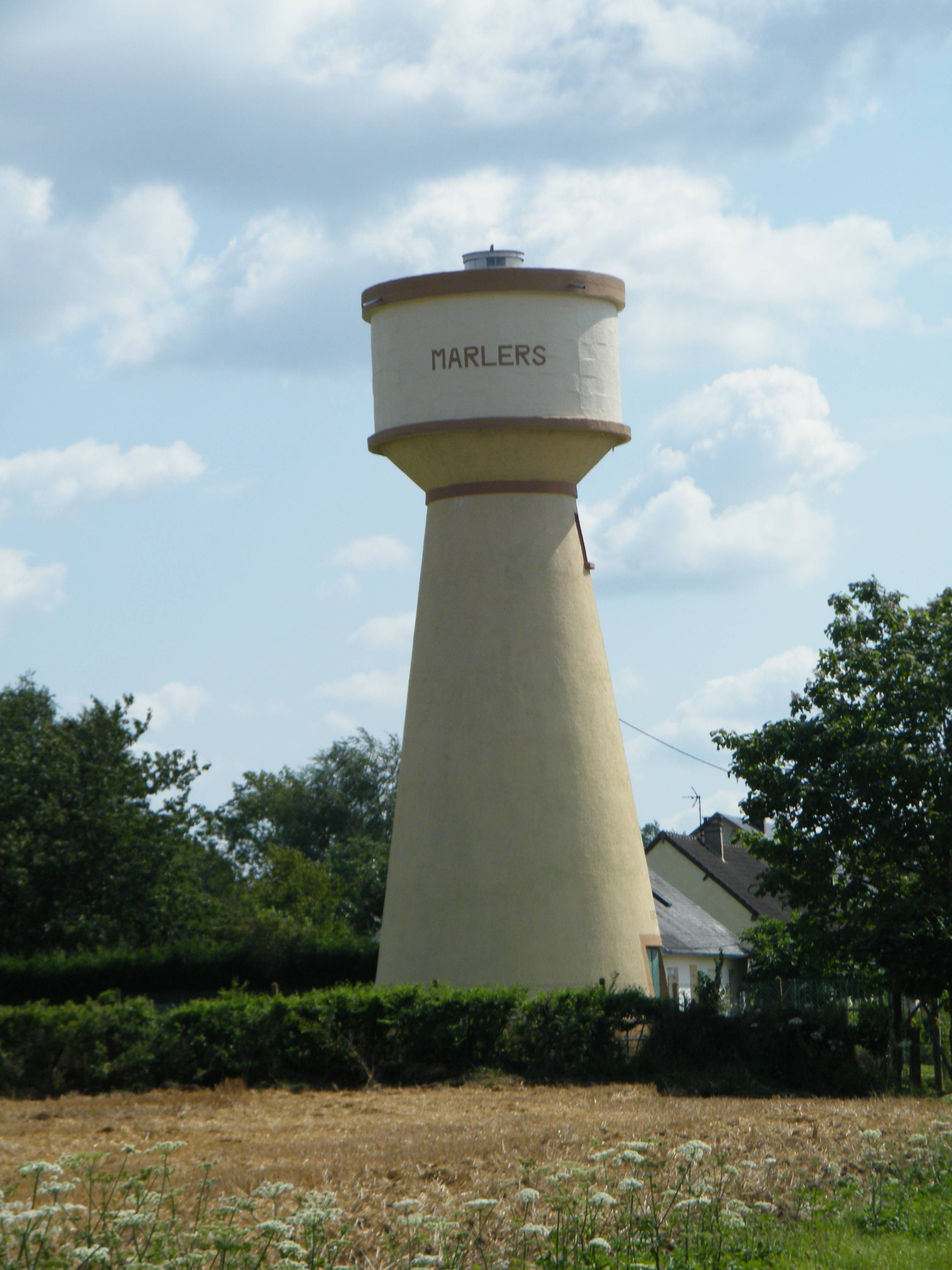
Wasserturm

- Kirche Saint-Clément
- Wasserturm